# 京都府立加悦谷高等学校
京都府立加悦谷高等学校（きょうとふりつかやだにこうとうがっこう）は、かつて京都府与謝郡与謝野町（旧：野田川町）字三河内に所在した府立高等学校。名称が変わった今でも、名残りとして地元では「かやこう」と呼ばれている。
京都府立宮津高等学校との統合により、2021年度末をもって新校である京都府立宮津天橋高等学校へ移行された。

## 設置学科
- 普通科
  - スタンダードコース
  - アドバンスコース
  - アスリートスポーツコース

## 沿革
- 1948年（昭和23年）9月1日 - 京都府立加悦谷高等学校として創立。定時制農業科及び家庭科を設置。
- 1949年（昭和24年）4月1日 - 定時制普通科を設置。
- 1958年（昭和33年）3月31日 - 定時制農業科、家庭科及び夜間課程普通科、農業科、家庭科を廃止。
- 1984年（昭和59年）3月31日 - 定時制普通科を廃止。
- 2020年（令和2年）3月 - 生徒募集停止。
- 2020年（令和2年）3月 - 敷地内に京都府立宮津天橋高等学校加悦谷学舎が開校。
- 2022年（令和4年）3月1日 - 最後の卒業式が行われ、続いて新校への「継承式」が挙行された。2021年度末をもって京都府立宮津天橋高校へ移行する[1][2]。

## 主な出身者
- 齋藤里香（ウエイトリフティング部出身 2008年北京オリンピック入賞）
- 尾崎妹加（女子プロレスラー、ウエイトリフティング部出身 アジアウエイトリフティング選手権出場）
- 吉岡稜祐（ホワイトアスク株式会社　代表取締役社長）
- 中村有希（陸上競技選手、100mH選手、400mH選手、美人アスリート、美人ハードラー、第85回日本学生陸上競技対校選手権大会100mH第2位、2017日本学生陸上競技個人選手権大会100mH優勝）

## 校章・校歌
- 校章
- 校歌

## 最寄駅
- 京都丹後鉄道宮豊線：与謝野駅